# Moshe Gershuni
 (août 2013).
Le contenu est difficilement compréhensible vu les erreurs de traduction, qui sont peut-être dues à l'utilisation d'un logiciel de traduction automatique.
Moshe Gershuni (en hébreu : משה גרשוני, né le 11 septembre 1936 et mort le 22 janvier 2017) est un sculpteur, peintre et graveur israélien.
Dans ses œuvres, surtout ses peintures des années 1980, il adopta une approche artistique différente de la position habituelle envers l'Holocauste dans l'art israélien. De plus, il créa dans ses œuvres une association modernisante entre le deuil des parents et l'homoérotisme, d'une manière qui reflète une vision critique sur la société israélienne et sur l'épos national israélien-sioniste.
Il fut élu en 2003 lauréat du Prix de l'état, le Prix Israël, mais à la fin il lui fut retiré, parce qu'il refusa de prendre part à la cérémonie officielle, pour ne pas serrer la main du Premier ministre Ariel Sharon.

## Biographie
(août 2013).

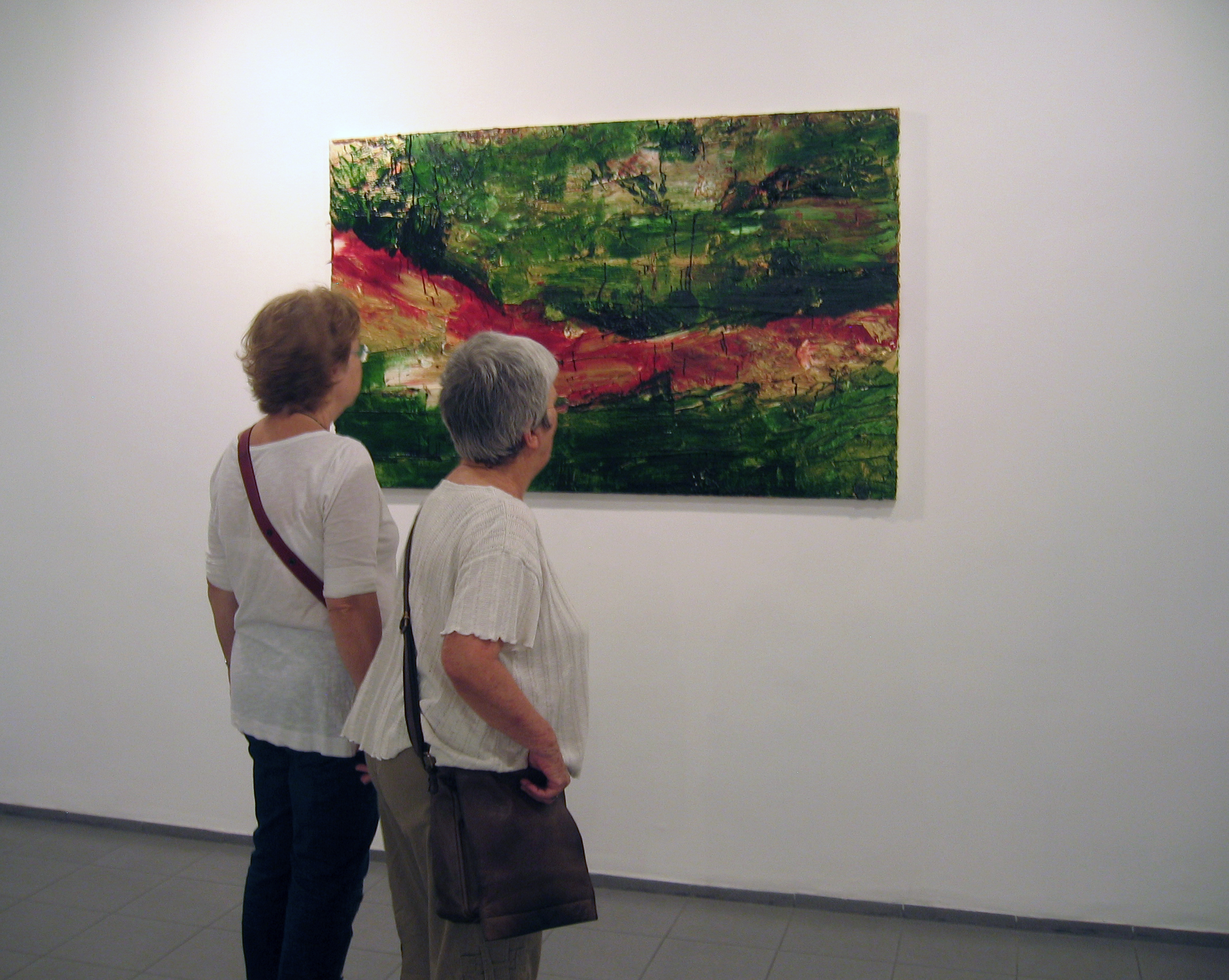
Peinture de Moshé Gershuni dans la galerie Ghivon.

Né à Tel Aviv, en Palestine mandataire, Moshé Gershuni est le fils cadet de Tzvi Kutner agronome et fermier, qui avait hébraisé son nom en Gershuni, et de Yona Kutner, née Senior, actrice amatrice dans sa jeunesse et ensuite productrice de chapeaux. Le couple étaient des Juifs qui avaient émigré de Pologne dans les années 1920. Beaucoup de membres de la famille du côté maternel ont été tuées dans la Shoah. La famille habita à Tel Aviv rue Hahachmal, et après 1939 rue Mazeh.
Moshé frequenta l'école religieuse Bilu et  finit le lycée religieux en 1954. Il avait un frère aîné, Avshalom, et une sœur plus grande, Mira.
En 1952, les Gershuni s'installèrent Herzliya, proche des vergers de la famille, au quartier Gan Rashal. Le service militaire de Moshé fut reporté de six mois à cause de sous-poids et par la suite    
fut interrompu lors que le père fut tué dans un accident routier.
Moshe, qui avait 19 ans, dût le remplacer et travailler dans le verger de la famille.
Influencé au début par deus artistes de Herzliya, le peintre Léon Potorian et le sculpteur Uri Shoshani, à l'âge de 24 ans, entre 1960-1964, Moshe Geshuni alla les soirs aux cours de l'Institut Avni d'Arts et Design à Tel Aviv. Ces jours-là il se concentra sur la sculpture et voulait être sculpteur. Ses maîtres y furent Dov Feigin et Moshe Sternfuss, membres du groupe Ofakim khadashim (Horizons nouveaux).
Dès les années 1960, Moshé Gershuni adopta une approche iconoclastique, en examinant des paradigmes de l'art conceptuel.
Il fut parmi les jeunes artistes avant-gardistes qui exposèrent leurs créations avec le soutien du groupe d'artistes Ten Plus de Tel Aviv et attira l'attention du conservateur Yona Fisher du Musée d'Israël a Jérusalem.
Après son mariage en 1964, Gershoni s'est installé à Ra'anana.
Dans les années 1970, il commença à expérimenter avec la performance art.
À la Biennale de Venise de 1980 Gershuni présenta une installation intitulée Calfeutrage rouge/Théâtre avec des peintures sur papier en rouge laqué, parfois en imitant le sang et recréant une atmosphère d'holocauste. En utilisant des gribouillages libres, des gouttes, peinture au doigt, et calligraphie, il évoque des symboles personnels, sionistes, musulmans, chrétiens. 
Après avoir fini en 1964 les études à l'Institut Avni, il travailla comme professeur à des diverses écoles d'art. Entre 1972-1977 il enseigna à l'Académie des Arts et Design Betzalel à Jérusalem, l'école nationale d'arts d'Israël. Entre 1978-1986 il enseigna au Collège pour le perfectionnement des professeurs d'art à Ramat Hasharon.
La reconnaissance de Moshe Gershuni en tant qu’acteur de premier plan du monde de l’art israélien arrive très tôt, et en 1969 le Musée d’Israël (Jérusalem) lui décerne le Prix Ika Brown.  
Parmi les expositions les plus importantes de Moshe Gershuni on peut citer trois au Musée d'Israël - en 1966, 1986 (מקרה בני האדם ומקרה הבהמה Affaire d'hommes et affaire d'animal) et 1999, au Musée d'art de Tel Aviv - en 1980, 1988, 1990 (עבודות 1987–1990 - Œuvres de 1987-1990), 2010 (exposition retrospective), au Kunstmuseum de Düsseldorf en 1982, au Musée d'art de Münster en 1983, au Jerusalem Print Workshop en 1984, au Musée d'art israélienne de Ramat Gan, à la Galerie des Studios des Artistes à Tel Aviv en 1998 et en 1999 au Centrum Judaicum à Berlin,
l'exposition collective sur le thème "Routes d'errance - Migration, voyages et passages dans l'art israélien" (1991 au Musée d'Israël), l'exposition collective "Akhrit Davar - représentations eschatologiques dans l'art israélien contemporain" à la Galerie universitaire de Tel Aviv en 1997,  
Moshe Gershuni a été marié depuis 1964 avec l'artiste plasticienne Bianca Eshel, alors étudiante en arts comme lui à l'Institut Avni, veuve d'un pilote qui fut tué dans la Guerre de Suez. À part la fille d'Eshel du son premier mariage, le couple eut deux fils : Aram Gershuni (né en 1967), lui aussi peintre, et Uri Gershuni (né en 1970), artiste photographe.
En 1981 après une crise dépressive et après avoir découvert ses tendances homosexuelles, Moshe Gershuni se sépara de sa femme, déménagea à Tel Aviv, et rencontra son premier partenaire de vie de même sexe, Itzhak.

## Œuvres
- 1969 -   נאדה  - Nada
- 1969 -  4x4  (הרוח חפצה אבל הבשר רפה (תיקון  The spirit is willing, but the flesh is weak (L'esprit es bien disposé, mais la chair est faible (Correction) [5]

(à l'exposition "Salon d'automne", au Musée Tel Aviv, le pavillon Helena Rubinstein), installation
- 1970 -  קוביות מרגרינה על הקיר Cubes de margarine sur la paroi
- 1970 -  זחילה  Ramper, performance
- 1970 -  "הנייר נראה לבן מבחוץ אבל בפנים הוא שחור" (Le papier semble blanc au dehors, mais au dedans il est noir), série de dessins sur des bouts de papier
- 1971 -  "אבי זקני, משה בן פלוני, גלף עץ, פלוצק 1910" sur une photographie ancienne - " אבי סבי -  (Mon grand-père, Moshe, fils de X, sculpteur sur bois, Plock, 1910) (à l'exposition "Concept plus information" au Musée d'Israël)
- 1971 -    ברושים/זכרונות Cyprès/souvenirs (exposé alors à la Maison des artistes à Tel Aviv)
- 1972 "הבעיות העיקריות (האמיתיות) הן עם הלשון ואצבעות הרגלים" - Les problèmes principaux (les vrais) sont avec la langue et les doigts des pieds
- 1972 -  פרויקט מצר-מסר  Le Projet Metzer- Messer des "actions", avec Mikha Ulman, Avital Geva et Yekhezkel Yardeni
- 1978 - יד ענוגה (Yad anuga) Main délicate, performance (à l'exposition collective  "Artiste - Société-Artiste" au Musée Tel Aviv, à la Maison des artistes etc)
- 1979 - עבודות אדומות קטנות - exposition personnelle Petites œuvres rouges (à la Galerie Sara Lévi)
- 1979 - מי ציוני ומי לא Qui est sioniste et qui ne l'est pas? (sur les parois de la Galerie Julie M. à Tel Aviv)
- 1980 - בדם לבי  - Avec le sang de mon cœur - (installation au Musée Tel Aviv)
- 1980 - אטימה אדומה: תיאטרון Calfeutrage rouge/Théâtre (installation à la Biennale de Venise)
- 1980 - הי, חיילים - Hé, les soldats! (à la Galerie Ghivon)
- 1980 - איה השה לעולה Où est l'agneau?
- 1981 - !חייל!חייל Soldat! Soldat!
- 1981 - ! תשיר, חייל   Chante, soldat!
- 1981 - אני חייל  Je suis soldat
- 1982 -  יצחק, יצחק, ברחמים גדולים אהבתיך!  Itzhak, Itzhak (Isaac), je t'ai aimé d'une grande clémence
- 1982 - יצחק הקטן, לאן אתה הולך?  Petit Itzhak (Isaac), où vas-tu?
- 1984  -  ח"י רקפות

### 18cyclamens
- 1984 série d'eaux fortes Kadish
- 1986 xylographies sur des poésies de Haim Nahman Bialik
- 1986  série במראה ובחידות - Through a Glass, Darkly
- 1988 - הנני Me voilà  sur porcelaine
- 1988 - צדק לפניו יהלך La justice marche devant le Seigneur,(Ps. 85,14) sur porcelaine
- 1988 - איפה כל היהודים?  Où sont tous les Juifs? sur porcelaine
- 1990 -  זרים -  Couronnes
- 1995-1996  אל מלא רחמים  El Male Rahamim
- 1997 - illustrations au poème Kadish d'Allen Ginsberg dans la traduction de Nathan Zach
- 1997 dessins  עין חרוד Ein Harod
- 2003 reproduction de la performance Yad anuga dans la galerie Hamidrasha
- 2005 reproduction de l'exposition Petites œuvres rouges -collection Benno Kalev
- 2006 שם-מים -exposition au Beit Gavriel, à Tzemakh
- 2006 exposition  la galerie Ghivon
- 2008 exposition  על דאטפת אטיפוך וסוף מטיפיך יטופון Parce que tu as noyé d'autres, tu as été noyé et ceux que t’ont noyé seront noyés. ) d'après Mishna Pirke Avot (Maximes des pères) 2,6[6]
- 2009 exposition קיץ 2009 (été 2009) à la galerie Ghivon

## Prix et distinctions
- 1969 - Prix Ika Brown du Musée d'Israël (Jérusalem)
- 1982 - Prix Sandberg du Musée d'Israël pour artistes israéliens
- 1988 - Prix du Ministère israélien de l'éducation et culture pour peinture et sculpture
- 1989 - Prix Eugene Kolb du Musée d'art de Tel Aviv
- 1994 - Prix Sussmann du Musée Yad Vashem pour artistes israéliens
- 1995 - Prix Mendel et Eva Pundik du Musée d'art de Tel Aviv
- 2000 - Prix George et Janet Jaffin du Fond Israelo-Américain pour culture
- 2003 - Prix Israël, on lui a retiré à cause de son refus de participer à la cérémonie
- 2003 - Membre d'honneur de la communauté LGBT, pour sa contribution à  la culture
- 2006 - Membre d'honneur de l'Académie Betzalel
- 2013 - Docteur honoris causa de l'université hébraïque de Jérusalem

## Hommage
- 1997 M. G. Préparatifs pour un départ,  (מ.ג. - הכנות לפרידה), film documentaire, Ziva Postec.